# Eulepidotis egala
Eulepidotis egala là một loài bướm đêm trong họ Erebidae.